# Сосновка (Нагорський район)
Сосно́вка (рос. Сосновка) — присілок у складі Нагорського району Кіровської області, Росія. Входить до складу Чеглаківського сільського поселення.
Населення становить 49 осіб (2010, 89 у 2002).
Національний склад станом на 2002 рік — росіяни 99 %.